# World Series 1995
Le World Series 1995 sono state la 91ª edizione della serie di finale della Major League Baseball al meglio delle sette partite tra i campioni della National League (NL) 1995, gli Atlanta Braves, e quelli della American League (AL), i Cleveland Indians. A vincere il loro terzo titolo furono i Braves per quattro gare a due.
Dopo che le World Series non furono disputate l'anno precedente per uno sciopero dei giocatori, i Braves vinsero il loro terzo titolo nella terza città: nel 1914 avevano vinto mentre risiedevano a Boston e nel 1957 a Milwaukee. La squadra poteva contare su un reparto di lanciatori che vedeva la presenza di tre membri della Hall of Fame come Tom Glavine, Greg Maddux e John Smoltz. La serie si distinse perché cinque gare su sei furono decise da un solo punto, inclusa la decisiva gara 6 conclusa 1-0 dove Tom Glavine e Mark Wohlers concessero complessivamente solo una valida. Per Cleveland invece si trattò della prima apparizione alle World Series in 41 anni.

## Sommario
Atlanta ha vinto la serie, 4-2.
| Gara | Data       | Risultato                                             | Pubblico                      | Tempo | Pubblico |
| ---- | ---------- | ----------------------------------------------------- | ----------------------------- | ----- | -------- |
| 1    | 21 ottobre | Cleveland Indians – 2, Atlanta Braves – 3             | Atlanta–Fulton County Stadium | 2:37  | 51.876   |
| 2    | 22 ottobre | Cleveland Indians – 3, Atlanta Braves – 4             | Atlanta–Fulton County Stadium | 3:17  | 51.877   |
| 3    | 24 ottobre | Atlanta Braves – 6, Cleveland Indians – 7 (11 inning) | Jacobs Field                  | 4:09  | 43.584   |
| 4    | 25 ottobre | Atlanta Braves – 5, Cleveland Indians – 2             | Jacobs Field                  | 3:14  | 43.578   |
| 5    | 26 ottobre | Atlanta Braves – 4, Cleveland Indians – 5             | Jacobs Field                  | 2:33  | 43.595   |
| 6    | 28 ottobre | Cleveland Indians – 0, Atlanta Braves – 1             | Atlanta–Fulton County Stadium | 3:01  | 51.875   |

## Hall of Famer coinvolti
- Braves: Bobby Cox (manager), John Schuerholz (GM), Tom Glavine, Chipper Jones, Greg Maddux, John Smoltz
- Indians: Eddie Murray, Jim Thome